# Clinopodium betulifolium
Clinopodium betulifolium — вид квіткових рослин з родини глухокропивових (Lamiaceae).

## Біоморфологічна характеристика
Стебла 20–40 см, висхідні, зазвичай залозисті й ± рідковолосисті. Листки від яйцюватої до яйцювато-еліптичної форми, 17–37 × 10–28 мм, залозисті й рідковолосисті, городчасто-зубчасті чи пилчасті. Чашечка 7–13.5 мм, 11-жилкова, залозиста й рідко і коротко запушена чи ні, зів голий; зубці ± прямі, верхні 1–1.5 мм, нижні 2–3 мм. Віночок бузковий, 17–25 мм. Квітує у квітні — липні.

## Поширення
Ареал: пд. Туреччина, Ліван і Сирія.
Населяє кам'янисті місця на вапняках.

## Синоніми
- Calamintha betulifolia Boiss. & Balansa
- Satureja betulifolia (Boiss. & Balansa) Briq.